# Anolis megalopithecus
Anolis megalopithecus — вид ігуаноподібних ящірок родини анолісових (Dactyloidae). Ендемік Колумбії.

## Поширення і екологія
Anolis megalopithecus мешкають на західних схилах Західного хребта Колумбійських Анд в департаменті Антіокія та на півночі департаменту Вальє-дель-Каука. Вони живуть в гірських хмарних лісах, на висоті від 1900 до 2350 м над рівнем моря.